# Marileo Staničić
Marileo Staničić (Makarska, 30. listopada 1963.), hrvatski glumac.
Visoki časnik Hrvatske ratne mornarice kao glumac debitira s 43. godine u filmu "Za naivne dječake" kojeg režira Josip Vujčić. Njegova glumačka obilježja su nesvakidašnja karizma i spontanost pred kamerom.

## Filmske uloge
- "Za naivne dječake" kao Bepo Batošić (2007)
- "Gdje pingvini lete" kao Bepo (2008)

## Vanjske poveznice
- Marileo Staničić u internetskoj bazi filmova IMDb-u (engl.)
- Zagrebački filmski festival 2008. (Gdje pingvini lete)  Arhivirana inačica izvorne stranice od 4. ožujka 2016. (Wayback Machine)
- [neaktivna poveznica]